# پدرخوانده من
پدرخواندۀ من یا پدرخواندۀ پدرم (انگلیسی: My Father Godfather) یک فیلم کمدی، عاشقانه، درام بالیوودی محصول سال ۲۰۱۴ به کارگردانی پانکاج دایر و نویسندگی انکور پژنی و محصول تولید ایسل ویژن است. این فیلم در آوریل ۲۰۱۴ منتشر شد. بازیگران محبوبی مانند کراتیکا سینگار و شراد ملهوترا در این فیلم ایفای نقش می‌کنند. این فیلم قرار بود در تئاتر اکران شود اما در وب و تلویزیون منتشر شد.

## داستان
جانوی (کراتیکا سینگار) و پراکاش (شراد ملهوترا) زوج هستند و در صنعت تلویزیون تلاش می‌کنند تا اثری برجای بگذارند. جانوی می‌خواهد بازیگر مشهور شود در حالی که پرکاش می‌خواهد نویسنده شود. اینکه چگونه شرایط دشوار جانوی را وادار می‌کند تا موضعی اتخاذ کند که باعث می‌شود کل دنیای او به هم ریخته باشد، داستان را تشکیل می‌دهد.

## بازیگران
- کراتیکا سینگار در نقش جانوی
- شراد ملهوترا در نقش پراکاش
- آدیتای پانچولی در نقش دان سوراج سینگ
- شگفتا علی در نقش مامیجی
- ویجی کاشیاپ در نقش ماماجی
- آرون بالی در نقش ملک
- جانی لور (چهره خاص)